# Santa María del Val
Santa María del Val és un municipi de la província de Conca, a la comunitat autònoma de Castella-La Manxa.